# تجربة جيلي كلين في محطة الراديو عام 2006
في يوم 26 نوفمبر 2006، كان هناك برنامج في محطة الراديو حيث يعمل جيري كيلين من محطة WMAL 630 AM (تغطي واشنطن العاصمة وشمال فيرجينيا وميريلاند) وكان البرنامج يركز "على رد فعل الجمهور تجاه قرار استبعاد ستة أئمة أو قادة دينيين مسلمين من رحلة جوية في الولايات المتحدة”. (انظر مشكلة الأئمة على رحلة الطيران). وفي محاولة لقياس رد فعل جمهوره، قال جيري إنه ينبغي استخدام القوة لضمان أن جميع المسلمين في أمريكا يرتدون "علامة مميزة. أعتقد أنها يمكن أن تكون عصابة تربط على اليد أو عصابة يد على شكل هلال أو وشم على شكل هلال. وإذا كان هذا يعني أن نجمعهم في مكان ونرسم لهم الوشم في مكان يعرفه الجميع، فهذا كل ما علينا فعله."
لقد كان رد الفعل ساحقًا «واكتظت جميع خطوط الهاتف بالاتصالات على الفور». فذكر كلين حينها أن «لوحة خطوط الهاتف اكتظت تمامًا بالاتصالات في غضون دقائق. هناك الكثير من المتصلين الغاضبين مني، ولكن هناك أيضًا الكثيرون ممن يتفقون معي». وفي حين قال بعض المتصلين إنه «قد تجاوز حدوده»، أصر آخرون أن عباراته لم تكن كافية ودعوا إلى ترحيل جماعي بالقوة: «لن نقوم فقط برسم وشم على جباههم، ولكننا نريد ترحيلهم من بلادنا... إنهم هنا ليقتلونا.» ودعا آخرون إلى وضع المسلمين في معسكرات مؤقتة: «يجب أن تُنشئ معتقلات مثلما حدث أثناء الحرب العالمية الثانية مع اليابانيين والألمانيين».
في نهاية البرنامج كشف كيلي أن عباراته كانت مزحة وقال «لا أستطيع أن أصدق أن أيٍّا منكم مريض لهذه الدرجة التي تسمح له بالموافقة على ما أقول ولو لثانية واحدة. فمن المقزز بالنسبة لي أن يُقترح وضع علامات وشم على أجسادهم أو جعلهم يرتدون عصابة يد أو وضع علامة هلال على رخص القيادة أو جواز المرور أو شهادة الميلاد. هذا الأمر مقزز جدًا... لأن ما فعلتموه توًا بين لي كيف وافق الشعب الألماني على ما فُعل باليهود.... نحن بحاجة إلى عزلهم، نحن بحاجة إلى رسم وشم على أذرعهم، نحن بحاجة إلى جعلهم يرتدون نجمة داوود الصفراء، نحن بحاجة إلى وضعهم في معسكرات الاعتقال، نحن نريد أساسًا قتلهم فقط لأنهم أناس خطرون.» وبعد مرور أسبوع أعرب كيلين عن دهشته لمقدار التغطية الصحفية العالمية الذي حظيت به تلك القصة. «ينبغي أن تعلموا أني تلقيت رسائل بريد إلكتروني من جميع أنحاء العالم، وطلبات لعقد لقاءات من شبكة بي بي سي والقناة الرابعة في إنجلترا».
وجد استطلاع رأي قامت به مؤسسة غالوب في الصيف السابق أن 39% يؤيدون إلزام المسلمين، حتى المواطنين منهم، بارتداء علامة تعريف مميزة لتبين هويتهم الإسلامية.

## رد فعل مجلس العلاقات الأمريكية الإسلامية
في بيان صحفي لمدير الاتصالات في مجلس العلاقات الأمريكية الإسلامية (CAIR) السيد إبراهيم هوبر قال "إن رد فعل الجمهور تجاه خدعة السيد كيلين الشجاعة تعد جرس إنذار للقادة الأمريكيين الدينيين والسياسيين الذين التزموا الصمت تجاه معاداة المسلمين في مجتمعنا. فيجب أن يتحد الأمريكيون من جميع الديانات لتهميش المتطرفين وللتصدي للكره العرقي والديني.”

## الانتقادات
وصف المعلق المحافظ جيمي تارانتو تلك التجربة المضللة بأنه، رغم «أن أي شخص عاقل سيجد أن المشاعر التي استخلصها كيلين من مستمعيه مشاعر مقلقة»، «لكن خوف الأمريكيين من المسلمين ليس خوفًا غير عقلاني في جوهره مثلما كان الألمان في معاداتهم للسامية. ففي الواقع منذ زمن ليس ببعيد قام 19 مسلمًا بإبادة ما يقرب من 3 آلاف شخص في أمريكا، وحينما قام هؤلاء المسلمون بذلك كان على أساس دينهم حسبما يفهمونه.» وتابع تارانتو «الأمر مثلما بينه أحد المستمعين الغاضبين جدًا، المقارنة الحقيقية هنا ليست مع ألمانيا النازية، حيث قام زعيم شيطان باختلاق تهديد وهمي ليبرر به عملية الإبادة الجماعية، ولكن المقارنة تكون مع أمريكا أثناء الحرب العالمية الثانية، وتحديدًا المعتقلات اليابانية الأمريكية: فهو رد فعل مبالغ تجاه خطر حقيقي، حرم الآلاف من الأشخاص الأبرياء من حريتهم.»

## وصلات خارجية
- Recording of the program at Klein's website